# Elfi von Dassanowsky

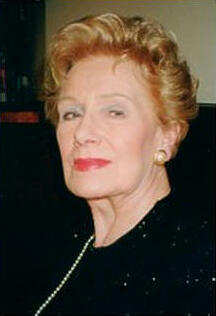
Elfi von Dassanowsky, 2000

Elfriede Maria Elisabeth Charlotte Dassanowsky (* 2. Februar 1924 in Wien; † 2. Oktober 2007 in Los Angeles), bekannt als Elfi von Dassanowsky, war eine österreichische Opernsängerin (Mezzosopran), Pianistin und Filmproduzentin.
Als Produzentin der von ihr 1946 mitbegründeten Belvedere Film entdeckte sie einige Filmstars der österreichischen Nachkriegszeit wie Gunther Philipp, Nadja Tiller und Oskar Werner. 1962 übersiedelte sie nach Los Angeles, wo sie lange Zeit als Stimmtrainerin von Hollywood-Schauspielern tätig war. 1999 gründete sie mit ihrem Sohn, dem Filmwissenschaftler Robert Dassanowsky, erneut die Belvedere Film mit Sitz in Wien und Los Angeles.

## Leben
Elfi von Dassanowsky wurde als Tochter des Franz Leopold von Dassanowsky, Beamter der Wiener Finanzlandesdirektion und später im Handelsministerium, und seiner Frau Anna (geb. Grünwald) in Wien geboren. Sie war Schülerin des Instituts der Englischen Fräulein in Wien und mit fünfzehn Jahren wurde sie als Protegé des Konzertpianisten Emil von Sauer eine der jüngsten an der Wiener Hochschule für Musik und darstellende Kunst zugelassenen Frauen. Noch als Klavierstudentin wurde sie vom Wien-Film-Regisseur Karl Hartl damit beauftragt, Curd Jürgens zum Zweck von Filmaufnahmen Klavierunterricht zu geben. Dassanowsky erhielt eine Gesangsausbildung und erlernte das Schauspielen von Eduard Volters und Wilhelm Heim.
Da sie die Mitgliedschaft in NS-Organisationen verweigerte, musste sie ihr Studium für einen längeren Arbeitsdienst unterbrechen. Dennoch erhielt sie 1945 ein Angebot für eine Filmrolle von der UFA Berlin, welches sie jedoch ablehnte. Die Ufa suchte zu dieser Zeit Ersatz für ihren bisherigen Star Zarah Leander, die bei Joseph Goebbels in Ungnade gefallen war. Dassanowsky wollte jedoch nicht Filmkarriere mit Hilfe einer Regierung machen, der sie sich von Anfang an widersetzte, und deren Ende bereits in Sicht war. 1946 gab Elfi von Dassanowsky ihr Operndebüt als Susanna in Mozarts Figaros Hochzeit am Stadttheater St. Pölten und veranstaltete Konzerte für das Alliierte Oberkommando in Wien. Im selben Jahr wurde sie Emmerich Hanus vorgestellt, der für sie in künstlerischer Hinsicht von Anfang an wie ein Vertrauter war.
Elfi von Dassanowsky wollte ebenso wie Emmerich Hanus mehr als nur einzelne unabhängige Filme oder Filme in Zusammenarbeit mit Institutionen der verschiedenen Alliierten Mächte, welche die größeren Produktionsstudios kontrollierten, produzieren. Sie wurde in der Filmgeschichte eine der wenigen Frauen, und auch eine der jüngsten, die ein Filmstudio mitkreiert haben. Denn bereits im Alter von 22 Jahren begründete sie mit Emmerich Hanus und August Diglas die Belvedere-Film, das erste neue Filmatelier in Wien nach dem Krieg. Dort wurden heutige Klassiker wie Die Glücksmühle (1946) und Märchen vom Glück (1949) aufgenommen, was jungen Schauspielern wie Gunther Philipp und der damaligen Miss Austria Nadja Tiller ihre ersten Filmrollen verschaffte.
Dassanowsky spielte Hauptrollen in Dramen, Komödien und Operetten-Revuen, unterstützte die Gründung von Theatergruppen wie Das Podium und war Rundfunksprecherin. Später war sie mit ihrer One-Woman-Show in Westdeutschland auf Tournee, gab Meisterklassen für Gesang und Klavier und war ein Modell für den österreichischen Maler Franz Xaver Wolf.
Nach ihrer Heirat in Kanada 1955 ließ sie sich zuerst in New York und danach in Los Angeles nieder. In den 1960er-Jahren zog sie es vor, in Hollywood hinter der Kamera zu bleiben, statt ein Starlet zu werden, wobei sie als Stimmtrainerin unter anderen für Regisseur und Produzent Otto Preminger arbeitete. Sie wurde in Los Angeles zur erfolgreichen Geschäftsfrau und gründete 1999 zusammen mit ihrem Sohn Robert Dassanowsky Belvedere Film neu, mit Sitz in Los Angeles und Wien. Als Produzentin des preisgekrönten Kurzfilms Semmelweis (USA/Österreich 2001), der Spionagekomödie Wilson Chance (USA 2005), des Dokumentarfilms Felix Austria! (auch: The Archduke and Herbert Hinkel) (USA/Österreich 2013) und als eine Drehbuchautorin des Langfilms Mars im Widder war sie eine der wenigen Frauen, die auf eine lange Karriere in der Filmindustrie zurückblicken und eine führende Position beibehalten konnten.

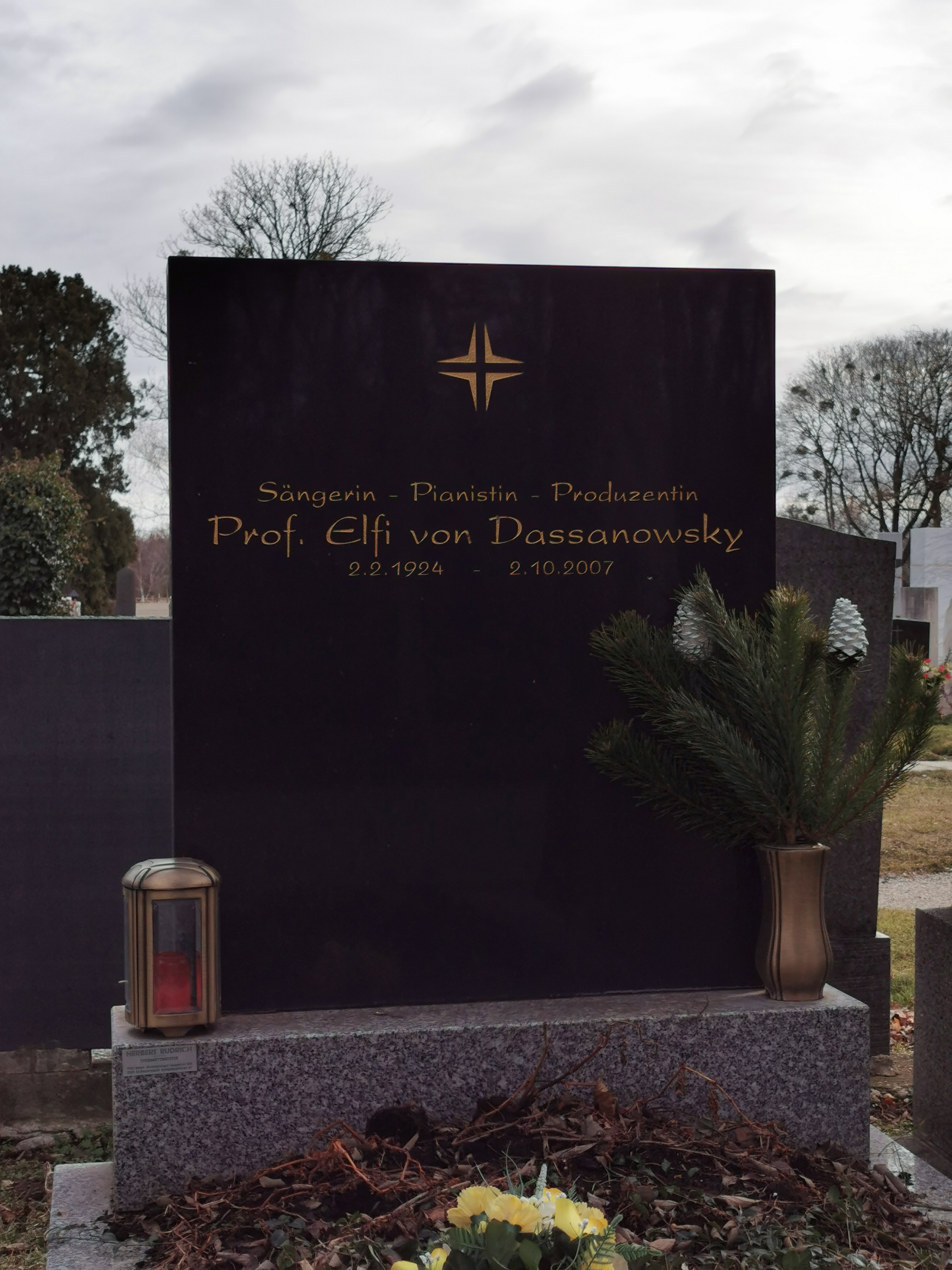
Grabstätte auf dem Wiener Zentralfriedhof

Im August 2007 musste Dassanowsky das linke Bein infolge einer Embolie, die sie im Vormonat erlitten hatte, amputiert werden. Sie wurde mit einem Rettungsflugzeug von ihrem Urlaubsort Kailua-Kona zum Queens Hospital in Honolulu geflogen und dort auf einer Intensivstation behandelt. Sie wurde am 10. August in die Rehaklinik St. Joseph’s Medical Center in Burbank, Kalifornien verlegt. Dassanowsky starb am 2. Oktober im Alter von 83 Jahren in Los Angeles. Die „Kulturdiva“ wurde am 25. Juli 2008 in einem ehrenhalber gewidmeten Grab (Gruppe 40, Reihe 1, Nummer 11) am Wiener Zentralfriedhof bestattet.
Im Jahr 2015 wurde in Wien-Mariahilf (6. Bezirk) der Gemeindebau Elfi-Dassanowsky-Hof nach ihr benannt. Im Jahr 2021 wurde ein Park in Hernals nach ihr benannt.

## Filmografie (Auswahl)
- 1946: Symphonie in Salzburg (Dokumentarfilm)
- 1947: Kunstschätze des Klosterneuburger Stiftes (Dokumentarfilm)
- 1947: Die Glücksmühle
- 1947: Die vertauschten Ehemänner (Wer küßt wen?)
- 1948: Der prämierte Leberfleck
- 1949: Dr. Rosin
- 1949: Märchen vom Glück
- 2001: Semmelweis (Kurzfilm)
- 2005: Wilson Chance
- 2013: Felix Austria! (Dokumentarfilm)

## Auszeichnungen
Dassanowsky ist die einzige Österreicherin, der die angesehene Auszeichnung Living Legacy Award des Women’s International Center verliehen wurde (2000).
Weitere Auszeichnungen:
- 1990: Dipl. Academia Culturale d’Europa, Italien
- 1991: Goldenes Verdienstzeichen der Republik Österreich
- 1996: Ehrenmedaille der Bundeshauptstadt Wien
- 1996: Ehrenurkunde der Stadt Los Angeles und des Staates Kalifornien; der Senat des Staates Kalifornien erklärte den 2. Februar 1996 zum Elfi von Dassanowsky Tag
- 1997: UNESCO Mozart-Medaille
- 1998: Ehrenmedaille des Österreichischen Filmarchivs
- 1998: Verleihung des Titels „Professor“ durch den österreichischen Bundespräsidenten Thomas Klestil
- 2001: Ernennung zum Chevalier des Ordre des Arts et des Lettres (Frankreich)
- 2002: Goldenes Verdienstzeichen des Landes Wien
- 2005: Silbernes Ehrenzeichen des Auslandsösterreicher-Weltbundes
- 2014: Benennung eines Asteroiden nach ihr: (4495) Dassanowsky[6][7]
- 2018: Ehrenmitglied (posthum) der Association of Austrian Filmproducers (AAFP)

## Elfi-von-Dassanowsky-Stiftung
Die Organisation soll die Arbeit aufstrebender Filmemacherinnen unterstützen und ihren Sitz nach Möglichkeit in Wien oder institutionelle Verbindungen dorthin haben. Der Kulturfond wurde Februar 2009 aktiv.
Von der gleichnamigen Stiftung wurde der Elfi-Dassanowsky-Preis für die beste Regie-Leistung einer Frau im Internationalen Wettbewerb zum ersten Mal bei VIS Vienna Independent Shorts am 2. Juni 2010 verliehen. Die Preisträgerin ist Inger Lise Hansen für ihren Film Parallax (Norwegen/Österreich 2009). Der Preis wird seitdem jährlich verliehen.